# Indkitning
Indkitning er en tradition blandt håndværkere ved nybegyndt arbejde i et sjak. Indkitningen består af en øl, ofte kaldt kitbajer eller indkitningsbajer. Når håndværkeren derimod går ud af sjakket – eventuelt ved en fyring – kan der forventes en udkitningsbajer.
Det kan undertiden hænde, at den ene øl tager den anden, og at hele dagen går med druk. En sådan dag kaldes en Kitdag eller kittedag.
I dag har udtrykket spredt sig, og udtrykket benyttes undertiden af andre virksomheder, hvor det kan forventes, at medarbejderen en af de første par dage efter at være begyndt i virksomheden giver en kage.